# Lodovico Castelvetro

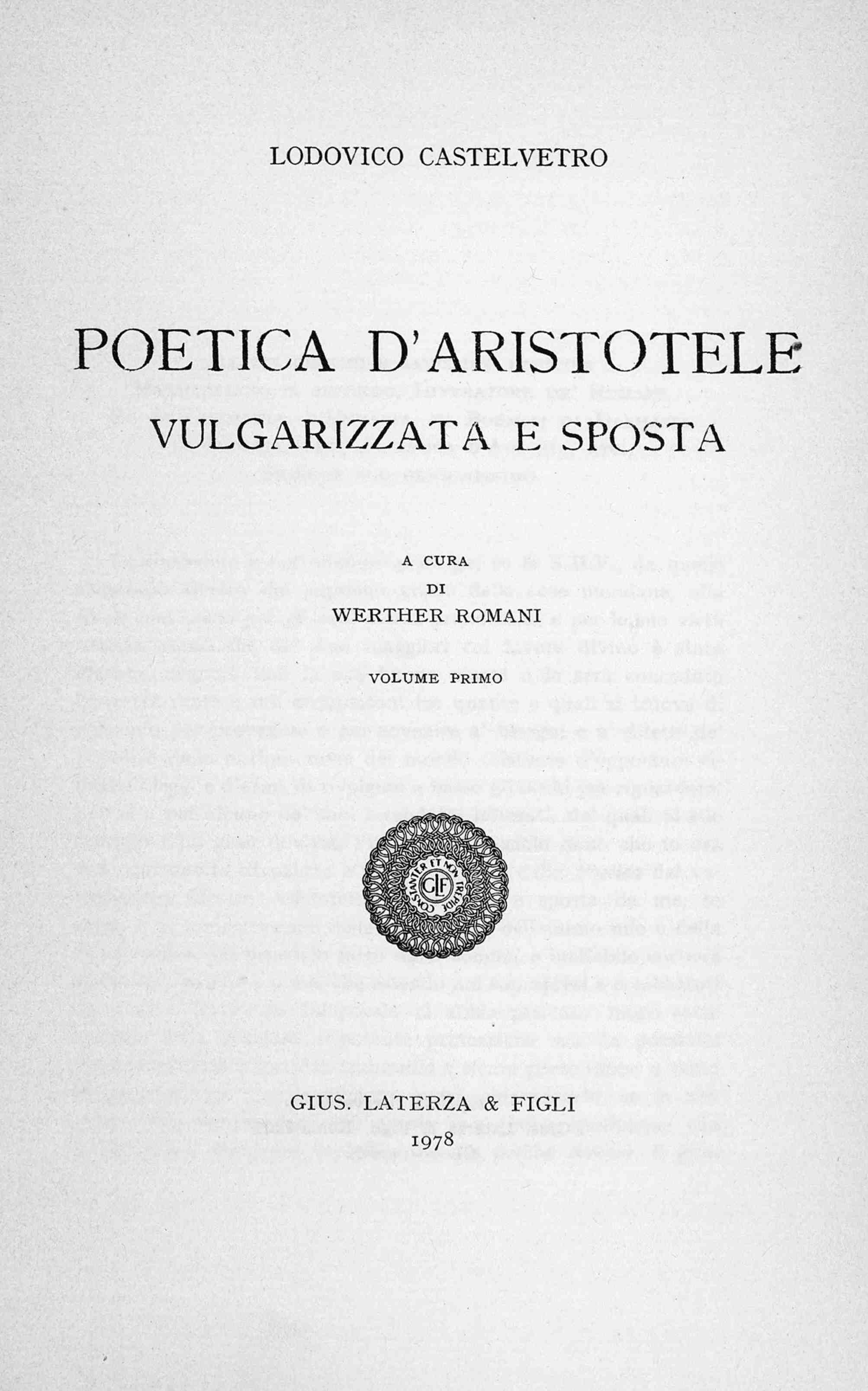
Poetica d'Aristotele

Lodovico Castelvetro (1505, Mòdena - † 1571, Chiavenna) fou un filòleg i crític literari italià. És considerat el màxim representant de l'aristotelisme literari del Cinquecento.

## Biografia
Estudià dret i lletres a les universitats de Bolonya, Ferrara i Pàdua, i es graduà a Siena. Fou professor de dret a Mòdena del 1532 al 1557, quan ho deixà després d'una disputa amb Annibale Caro provocada per un dictamen desfavorable de Castelvetro sobre una cançó de Caro, titulada Venite all'ombra de gran gigli d'oro, la qual qualificà de sense estil, llenguatge petrarquià i decebedor contingut. Esclatà la controvèrsia, i un estimat amic de Caro, Alberico Longo, morí, essent acusat Castelvetro d'impietat i d'heretgia. Se l'acusà d'haver traduït les Loci communes de Melanchthon i d'haver escrit i distribuït propostes poc ortodoxes. El 1560 fou declarat herètic per la Inquisició, i els seus béns foren confiscats. Fugí a Chiavenna amb la intenció de disculpar-se davant del Consell de Trento. El 1564 se n'anà a Ginebra, on ensenyà poètica durant tres anys. Després es traslladà a Lió, i posteriorment a Viena, on fou rebut per Maximilià II, a qui dedicà la seva traducció de la Poètica d'Aristòtil. Tanmateix, l'any següent hagué d'allunyar-se de Viena a causa d'una epidèmia de pesta. Finalment morí a Chiavenna el 1571.
El 1545 redactà un Commento alle Rime de Petrarca i una Sposizione di XXIX canti della Commedia. Però les seves obres més importants foren Giunta fatta al ragionamento degli articoli et de verbi di messer Pietro Bembo, referent a temàtiques gramaticals, i la Poetica d'Aristotele vulgarizzata, et sposta per Lodouico Casteluetro, un dels primers estudis crítics sobre l'obra d'Aristòtil, gràcies a la qual Castelvetro aprofundí les seves teories sobre la distinció entre història i poesia: si la primera disciplina és responsable, segons Castelvetro, de dir la veritat dels fets, la segona s'ocupa del món versemblant del qual deriva l'agudesa del poeta. Fou el primer a demostrar científicament, des de l'obra Giunte alle Prose della volgar lingua de Pietro Bembo com la llengua italiana procedeix del llatí. Assentà les bases històriques de la gramàtica normativa.

## Obres
- Giunta fatta al ragionamento degli articoli et de verbi di messer Pietro Bembo, Mòdena, 1563
- Poetica d'Aristotele vulgarizzata, et sposta per Lodouico Casteluetro, Viena, 1570
- Correttione d'alcune cose del Dialogo delle lingue di Benedetto Varchi, et vna giunta al primo libro delle Prose di m. Pietro Bembo doue si ragiona della vulgar lingua fatte per Lodouico Casteluetro, Basilea, 1572
- Le rime del Petrarca brevemente esposte per Lodovico Castelvetro, Basilea, 1582
- Esaminatione sopra la ritorica a Caio Herennio fatta per Lodouico Casteluetri, e dedicata all'altezza serenissima del signor Duca di Modana, Mòdena, 1653